# Phthirusa disjectifolia
Phthirusa disjectifolia là một loài thực vật có hoa trong họ Loranthaceae. Loài này được (Rizzini) Kuijt miêu tả khoa học đầu tiên năm 1990.